# Maurice Lartigue
Maurice Dartigue ou Lartigue (Urt, 7 de novembro de 1877 — data de morte desconhecido) foi um ciclista francês. Ele terminou em último lugar no Tour de France 1912.